# Мирсад Йонуз
Мирсад Йонуз (мак. Мирсад Јонуз; нар. 9 квітня 1962, Светі-Николе, СР Македонія) — югославський та македонський футболіст, виступав на позиції воротаря. Головний тренер албанського клубу «Влазнія» (Шкодер).

## Кар'єра гравця
Народився в місті Светі-Николе в родині етнічних албанців. Футбольну кар'єру розпочав 1985 року в складі клубу Другої ліги Югославії «Тетекс». Після цього виступав за «Брегальницю» та «Борец». Напередодні старту сезону 1988/89 років приєднався до белградського «Рада», у футболці якого дебютував у Першій лізі Югославії. Під час зимової перерви в сезоні 1988/89 перебрався до «Нові Пазару» з Другої ліги Югославії, в якому й дограв сезон до завершення. У 1989 році повернувся до «Вардара», який виступав у Першій лізі Югославії. Влітку 1990 року перейшов до клубу Другої ліги Югославії «Сутьєска». До 1993 року знову виступав за белградський «Рад», після чого виїхав до Греції, де виступав за «Левадіакос» у Суперлізі. Футбольну кар'єру завершив у 1995 році.

## Кар'єра тренера
Футбольну кар'єру розпочав у «Работнічках», які успішно виступали в Першій лізі Македонії. У клубі працював з 1996 по 2000 рік, виступав у з «Работнічками» у Кубку УЄФА. Потім, з 2002 по 2003 рік, тренував «Побєду», з якою завоював кубок Македонії та здобув рекордні 15 перемог поспіль. Разом з «Побєдою» грав у кубку Інтертото та кубку УЄФА. У 2003 році знову працював головним тренером «Работнічок».
У серпні 2003 року очолив молодіжну збірну Македонії. Як тренер македонської «молодіжки» дебютував 18 серпня 2003 року в Охриді в поєдинку Македонія — Албанія, який завершився з рахунком 1:0 на користь македонців. 16 травня 2009 року Мирсад Йонуз призначений новим головним тренером збірної Македонії, замінивши на цій посаді словенця Сречко Катанця. Під керівництвом Йонуза збірна Македонії завершувала виступи в кваліфікації чемпіонату світу 2010 року, в якій виграла та програла по одному матчу, ще 2 поєдинки зіграла внічию. Кваліфікацію Чемпіонату Європи 2012 року македонці також почали під керівництвом Мирсаду, у 6-и зіграних матчах кваліфікації до Євро македонці здобули 1 перемогу, у червні 2011 року Йонуза відправили у відставку. У листопаді 2012 року став головним тренером клубу кіпріотської Прем'єр-ліги «Неа Саламіна». З 2014 по 2015 рік працював технічним директором «Горизонту» (Турново). З 2018 по 2019 рік тренував нижчоліговий грецький клуб «Айгініакос». Має ліцензію УЄФА PRO.

## Досягнення

### Як тренера
- Кубок Македонії
  -  Володар (1): 2001/02